# Pidkamin
Pidkamin (în ucraineană Підкамінь) este o așezare de tip urban din raionul Brodî, regiunea Liov, Ucraina. În afara localității principale, mai cuprinde și satele Iablunivka, Pankivți și Strehaliukî.

## Demografie
Componența lingvistică a așezării de tip urban Pidkamin
     Ucraineană (99,03%)
     Alte limbi (0,91%)
Conform recensământului din 2001, majoritatea populației așezării de tip urban Pidkamin era vorbitoare de ucraineană (99,03%), existând în minoritate și vorbitori de alte limbi.